# Andrés Salom
Andrés Salom  (Santañí, Mallorca, 1934 - Murcia, 2020)  fue un escritor, poeta y flamencólogo español. 

## Biografía
Llegó a Murcia en la posguerra, en 1951 y se dedicó a la albañilería. Empezó a frecuentar una tertulia en el Bar Santos donde conoció al escritor Miguel Espinosa, al pintor Párraga, al poeta Julián Andúgar, entre otros.
En 1964 emigró a Francia y Suiza donde trabajó como albañil.  En el extranjero obtuvo el carnet del Partido Comunista de España (PCE) y regresó a Murcia. 
Colaboró como poeta en la revista Zauma, publicada en Murcia en 1967. 
Su militancia antifranquista le llevó a ser detenido en 1971 y estar en la cárcel un total de cinco años como prisionero político; salió de ella a la muerte de Franco. 
Se le solía ver vendiendo el órgano oficial del PCE, Mundo Obrero, por las calles de Murcia. En las elecciones municipales de 1983 iba en el número 26 de las listas del PCE por Murcia. Fue crítico con los regímenes de los países del Este y cuando destituyeron a Gerardo Iglesias como coordinador general de Izquierda Unida (IU) entregó su carné de afiliado.  Fue secretario de comunicación de IU de la Región de Murcia. 
Fue un gran aficionado al flamenco. En Radio Juventud de Murcia, en la década de los ochenta del siglo XX, presentó un programa de flamenco, ‘Oído al cante’ que tuvo gran audiencia.Como conferenciante impartió numerosas charlas sobre flamenco.
También fue aficionado a los toros y a la caza.
Escribió durante años una columna semanal en el diario La Opinión de Murcia.
Colaboró en la revista Ágora de crítica y creación literarias y en la Asociación literaria Taller de Arte Gramático.Fue responsable de la sección de flamenco de la Revista Campus de la Universidad de Murcia.   Dirigió la revista “Flamenco Boletín Informativo de la Tertulia de Ceuta”. 
Participó en 1998 en un taller de creación artística de retratos en el que varios personajes famosos de la Región de Murcia posaron como modelos para pintores. Uno de ellos fue Andrés Salom y los cuadros forman parte de la colección de arte oficial del Fondo de Arte de la Región de Murcia. 
Utilizó el sobrenombre de Pau Cocoví para escribir sus memorias.
En sus últimos años vivió en una residencia de ancianos en San Basilio de Murcia.
Falleció en dicha ciudad el 19 de octubre de 2020 a los 96 años de edad.

## Publicaciones
- Artículos de revistas
  - El último poema. Nº. 23, 2023.  Ágora: Papeles de arte gramático,  págs. 12-17
  - Cala figuera. Nº. 23, 2023.  Ágora: Papeles de arte gramático, págs. 183-186
  - Antología del soneto del Siglo XX: "Invocación", de Andrés Salom. Nº. 17 (Abril), 2023. Ágora: Papeles de arte gramático,
  - Antoni Vidal Fernando. Monteagudo: revista de literatura española, hispanoamericana y teoría de la literatura,  Nº 11, 1993, págs. 30-34
  - Miquel Cardell i Santandreu. Monteagudo: revista de literatura española, hispanoamericana y teoría de la literatura,  Nº 10, 1992, págs. 12-15
  - Castigo divino. Monteagudo: revista de literatura española, hispanoamericana y teoría de la literatura, Nº 6, 1988, pág. 27
  - Adan. Monteagudo: revista de literatura española, hispanoamericana y teoría de la literatura,   Nº 5, 1988, pág. 32
  - Apunte. Monteagudo: revista de literatura española, hispanoamericana y teoría de la literatura,   Nº 4, 1987, pág. 5
  - Conversa amb na Francesca Torres i Riera, una glosadora de Formentera. Lluc: revista de cultura i d'idees,  Nº. 732 (Setembre), 1986, pág. 10
  - La Bruja. Monteagudo: revista de literatura española, hispanoamericana y teoría de la literatura,   Nº 2, 1986, págs. 22-23
- Colaboraciones en obras colectivas
  - Colofón. Jefferson Santiago Patiño Chimborazo (pr.), Christian Miranda Gaibor (pr.), Vanessa Benítez Tuarez (pr.), Andrés Salom (pr.)
  - Catedrales. Mundo iberoamericano: siglos XVII-XVIII. Vol. 2 / coord. por Laura Illescas Díaz, Juan Manuel Monterroso Montero, René Jesús Payo Hernanz, Fernando Quiles García, 2022,  págs. 423-424
  - De Silverio Franconetti al concurso de Granada de 1922.  El flamenco en la cultura española / coord. por Ángel Álvarez Caballero, Alfonso Carmona González, 1999,  84-8371-064-1, págs. 123-128

- Reseñas
  - El general en su laberinto. Monteagudo: revista de literatura española, hispanoamericana y teoría de la literatura,  Nº 7, 1989, pág. 17
  - Manuel VÁZQUEZ MONTALBÁN, "El Pianista". Monteagudo: revista de literatura española, hispanoamericana y teoría de la literatura,  0580-6712,  1985, pág. 25
- Libros
  - Poeta María Pilar López: vida y obra. Real Academia Alfonso X el Sabio, 1992.
  - Ha sido reseñado en:
    - José Luis Martínez Valero. Andrés SALOM, Poeta María Pilar López, vida y obra. Monteagudo: revista de literatura española, hispanoamericana y teoría de la literatura,  Nº 11, 1993, pág. 64

  - Anecdotario: [autobiografía apócrifa de Pau Cocoví]. Editora Regional, 1991.
  - Los cantos libres y de Levante. Editora Regional, 1982.
  - Andalucía: perfiles humanos, su paisaje, su cante flamenco. (Andrés Salom, José María Falgas). Edic. 23-27, 1978.
  - Didáctica del cante jondo. Edic. 23-27, 1976.
  - Cancionero morisco. (Poesía).  Imprenta Sucesores de Nogués, 1969[17]
- Obras de teatro breve 
  - El nudo corredizo
  - Esperando a la sueca.

## Premios Andrés Salom
La revista Ágora-Papeles de Arte Gramático convoca anualmente los Premios Literarios Andrés Salom.